# Neues Testament (Glagoliza)

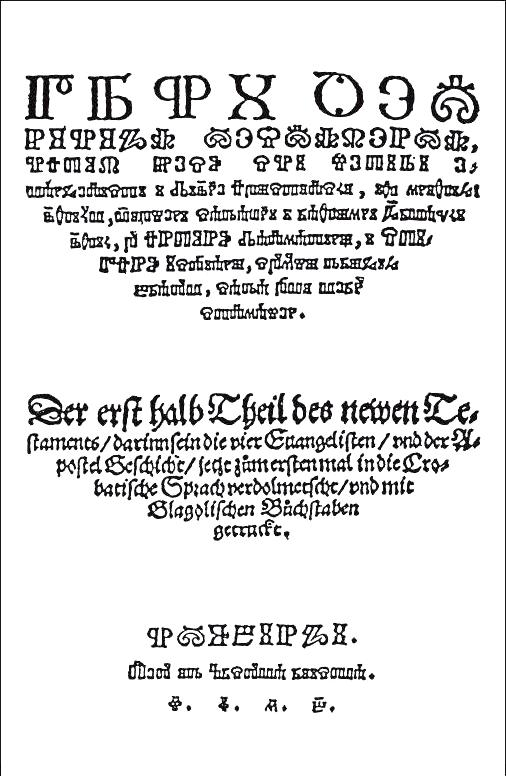
Erster Theil, 1562

Das glagolitische Neue Testament war ein Buchdruck in kroatischer Sprache in glagolitischer Schrift, der 1562 und 1563 in Tübingen erschien.
Die Übersetzung wurde durch Stjepan Consul in der Uracher Bibelanstalt im protestantischen, württembergischen Urach angefertigt, auf Anregung des slowenischen Reformators Primož Trubar aus dessen slowenischer Fassung des Neuen Testaments. Es sollte die Reformation bei den Kroaten, Slowenen und anderen Südslawen im Habsburgerreich befördern.
Es erschienen auch eine Fassung in kyrillischer und eine in lateinischer Schrift.